# Военноморски флот на Русия
Военноморският флот на Руската федерация е името на военноморските сили в състава на въоръжените сили на Руската федерация.
Атомните подводни крайцери със стратегическо предназначение в състава на руския военноморски флот са на върха на ядрената триада на Русия.

## Структура, състав и части
Структурата на военноморския флот на Русия обхваща:
- подводни сили
- надводни сили
- морска авиация, която включва
  - стратегическа
  - тактическа
  - палубна
  - брегова
- брегова охрана
- морска пехота
- други части, които включват
  - такива на централно подчинение
  - тилови

В състава на ВМФ са и кораби и съдове със специално предназначение, както и тилови такива.

### Флотилии
Оперативно-стратегическите обединения на военноморския флот на Русия са :
- Северен флот[3], с щаб Североморск на Северния ледовит океан;
- Тихоокеански флот[4] с щаб във Владивосток на Тихия океан;
- Черноморски флот[5] с щаб в Севастопол на Черно море;
- Балтийски флот[6] с щаб в Калининград, бивш Кьонигсберг, Източна Прусия;
- Каспийска флотилия[7] с щаб Астрахан на Каспийско море.

## История
Историята на ВМФ на Русия е тясно свързана с обявяването на Руското царство за Руска империя от Петър Велики.
Идеята за обединяването на древноруските земи под една мономахова шапка води началото си от Иван Грозни. Непосредствено след големия пожар в Москва, първият руски цар и обединител на руските земи успява за първи път в историята да измести границите на новото царство на Бяло море на север, откъдето през 1553 г. под командването на Ричард Чанселър, по време на експедиция на бъдещата Московска компания, е установен първият морски търговски път към Русия. С това Русия се отваря към Западна Европа за търговия, а оттам посредством Великите географски открития, и към света.
През 1695 г. руската армия не успява да превземе Азов с обсада, с което да постигне заветната цел – да излезе с постоянна морска база-фортпост на Черно море, а от него през черноморските проливи и в Средиземно море. Неуспехът се дължи на липсата на флот, поради и което на 20 октомври 1696 г. Болярската дума приема постановление за построяване на първите руски бойни кораби и съдове с военно предназначение. Тази дата е приета за начало на основаването на военноморския флот на Русия, макар че през 1636 г. в Дания е построен един руски кораб за военни нужди в Каспийско море, с оглед очертаващ се руско-персийски сблъсък. Корабът „Фредерик“ потъва в Каспийско море още при първото си плаване.
По време на руско-шведската война през 1656/58 г. един болярин се захваща със строителството на руски военни кораби за Балтийско море, но по силата на Кардиския мирен договор от 1661 г., Русия възвръща завзетите от Швеция територии и се задължава да унищожи всички свои военни кораби и съдове в строеж. Руският болярин Афанасий Лаврентиевич Ордин-Нащокин не се отказва от идеята си и прехвърля начинанието си в Астрахан, но по време на въстанието на казаците на Степан Разин, единственият по-голям от четирите съда, фрегатата „Орел“ е пленена, ограбена от казаците и потопена в Каспийско море. Морският поход на Семьон Дежньов в Далечния изток по това време е осъществен с импровизирани саморъчно изработени лодки, подобно на Хъдсъновите преди това.

## Историзъм, символика, изграждане
Същинското изграждане военноморски флот на Русия започва по времето на Великата северна война. Със завършването ѝ, Русия се обявява за империя, а руският цар за император. Разбира се ключово значение за това изиграва обстоятелството, че Русия след края на войната излиза на Балтийско море, започвайки за изгражда новата вече императорска столица на държавата – Санкт Петербург. Междувременно е създадено в балтийския регион и ново кралство – Прусия, на мястото на съществувалия предходно Тевтонски орден.
През 1718 г. е образувано адмиралтейството, а през 1723 г. щабът на руския флот е преместен в Кронщат. Най-изявените руски военноморски командири в имперския период са Григорий Спиридонов, Фьодор Ушаков и Дмитрий Синявин. През втората половина на 18 век центърът на руската военноморска експанзия се премества от Балтийско към Черно море с цел излизането на руската флота в Средиземно море. Руско-турските войни по това време се водят и по суша, и по море. През 1773 г. е учредена Дунавската флотилия към Азовската, като през 1778 г. е основан порт Херсон, а през 1783 г. е спуснат на вода първият руски кораб на Черноморския флот. Черноморският флот е имал в състава си 5 линейни кораба и 19 фрегати (1787 г.), а Балтийският – 23 линейни кораба и 130 фрегати (1788 г.). В началото на XIX век Военноморският флот на Руската империя се е съставял от Черноморски и Балтийски флот, Каспийска флотилия, Беломорска флотилия и Охотска флотилия. През 1802 г. е учредено Министерство на морските сили, което с началото на Виенския конгрес, е преименувано в Морско министерство (1815 г.). В края на 18 век, и началото на 19 век, по време на Наполеоновите войни, руският военноморски флот е един от трите най-могъщи след английския и френския, въпреки че Русия е сухоземна империя, а не отвъдморска колониална велика сила.
Загубата в Кримската война, въпреки изключителния триумф в Синопското сражение, нанася жесток удар върху руските военноморски сили, понеже по силата на Парижкия мирен договор от 1856 г., се забранява на Русия да има и поддържа Черноморски военен флот. По време на Гражданската война в САЩ, Руската империя изпраща в постоянно присъствие до основните морски бази на Съюза две ескадрили в общ състав от 11 бойни кораба. През 1869 г., в навечерието на френско-пруската война, завършила с обединение на Германия, е започнато строителството на флагмана-броненосец Петър Велики, който е спуснат във вода през 1872 г. и в Кронщат, откъдето през 1877 г. е окончателно достроен и зачислен във военноморския флот на Руската империя в навечерието на освобождението на България. Първите бойни съдове на БВМФ са преотстъпени от руския военноморски флот.
Най-голямата бойна трагедия в историята си руският военноморски флот претърпява по време на Руско-японската война в битката при Цушима, която на практика решава изхода на войната. В резултат от тази трагедия руската външна политика окончателно се ориентира към съюза в Антантата, и след като избухва Първата руска революция, е сключено Англо-руско съглашение, което слага временно край на Голямата игра. Междувременно, на 19 март 1906 г. е спусната на вода и първата руска подводница, с което е сложено началото и на руския подводен флот.
Следващият и най-знаков момент в историята отново е свързан с руския военноморски флот – изстрелите от крайцера Аврора, известили началото на Октомврийската революция, като начало на Световната революция.
По време на Гражданската война в Русия, главнокомандващ Бялата армия е адмирал Александър Колчак от руския военноморски флот. Традиционният последен позив-напътствие преди бой от командира на кораба към екипажа в руския флот бил: „С нас е Бог и Андреевският флаг!“. Радиото „Ехото на Москва“ излъчва съвместно предаване с пресцентъра на руския военноморски флот „Под Андреевски флаг“. Водещ е помощник-главнокомандващият ВМФ на Русия и началник на прес-службата на ВМФ, капитан I ранг Игор Дигало. Най-популярното руско московско радио се излъчва и в три американски града – Ню Йорк, Чикаго и Сиатъл.

## Съветски военноморски флот
В периода 1918 – 1992 г. императорският военноморски флот е реорганизиран под червен флаг.
В периода март 1921 – декември 1922 г. числеността на личния състав на новия съветски военноморски флот е съкратена от 86 580 до 36 929 щатни длъжности, а обемът строителство на военноморски съдове и ремонтни дейности е намален 3,3 пъти.
В навечерието на падането на Берлинската стена, военноморският флот на Съветския съюз е втори по мощ след този на САЩ. В състава му са повече от 100 ескадри и дивизии, а общата численост на личния му състав е близо половин милион военнослужещи – 450 000, (в т.ч. 12,6 хилядна морска пехота). Флотът разполага със 160 надводни кораба за презокеански и дълговременни плавания, 83 стратегически атомни подводници второ поколение и 113 многоцелеви атомни подводници. В състава на военноморския флот са и 1142 бойни самолета.
През последната 1991 г. от съществуването на съветския военноморски флот, в същия има два самолетоносача, от които вторият е преотстъпен на Индия, а третият, Варяг, е изведен от корабостроителницата и впоследствие продаден на Китай, който до края на 2011 г. планира да го въведе на въоръжение.  През 2004 г. Русия продава на Индия своя втори лек самолетоносач Адмирал Горчаков. Същият е преустроен и е на въоръжение в индийските ВМС от 2008 г. под името Викрамадитя.
След възстановяването на стария руски военноморски флот през 1992 г., на 5 декември 2007 г. самолетоносачът „Адмирал Кузнецов“ оглавява флотилия от руски бойни кораби, които потеглят на поход към Атлантика и Средиземно море. По този начин ВМФ на Русия възобновява своето присъствие в Световния океан.
През 1996 г. е прието управленско решение за осъществяване на стратегическия проект „Борей“, а две години по-късно, през 1998 г. е решено и че новите подводници 4-ти клас ще бъдат въоръжени и с оръжие от ново поколение – ракетите „Булава“. През 2010 г. е приета и най-новата, трета по ред след възстановяване независимостта на Русия, военна доктрина на Руската федерация.
През 2011 г. става ясно и че Русия купува от Франция два хеликоптероносача „Мистрал“ с цялото навигационно и технологическо оборудване, но оръжията и хеликоптерите на кораба ще бъдат руски. Други два кораба „Мистрал“ ще бъдат произведени в Русия по френски лиценз за нуждите на руските военноморски сили.  Архив на оригинала от 2016-03-04 в Wayback Machine.

## Концепция
След Втората световна война, във връзка с прерастването в ядрената епоха на глобалното противопоставяне в Студена война, е възприета от 50-те години на 20 век предходната германска концепция за изграждане на модерни военноморските сили – акцентирано силен подводен флот за сметка на надводния, където преимуществото на САЩ със съюзниците им е унищожително, особено по отношение на самолетоносачите във връзка с развитието на третия род въоръжени сили от времето на Първата световна война – военновъздушните сили. През втората половина на 20 век е следван от Съветите примерът на Третия райх, възприет след денонсирането на Англо-германското военноморско споразумение, който позволява на Германия по време на Втората световна война да неутрализира със своя силен подводен флот презокеанския атлантически подвоз и стокообмен в годините 1941/42 г., когато се разиграват решителните за изхода на войната битки на Източния фронт. Неслучайно начело на Абвера на Третия Райх е адмирал – Вилхелм Канарис. Предходно, съпротивата срещу Ваймарската република, чиито политици подписват Версайския договор, започва организацията Консул, състояща се от бивши моряци от Германския императорски военноморски флот. Членовете на „Консул“ са организирали първия Каповски пуч, а впоследствие убиват и Валтер Ратенау, като един от мотивите за атентата е подписаният Рапалски договор, с който Ваймарска Германия признава Съветския съюз.

Според водещия геополитик на 20 век Карл Шмит: 
| „ | Световната история – това е история на борбата на континенталните държави против морските държави и на морските държави против континенталните | “ |

, формулирайки символ-веруюто на германската геополитическа школа – Drang nach Osten (по Карл Хаусхофер) на „Тоталната държава“.  В този смисъл военноморският флот на най-голямата сухоземна евразийска държава играе специфична роля, изпълнявайки особена мисия.

## Инциденти
През август 2000 г. възниква безпрецедентен инцидент с подводницата Курск в резултат от взрив на учебно торпедо, което се взривило в торпедния отсек и подводницата потъва с целия си екипаж, въоръжение и снаряжение.

## Знаме
Флагът като опознавателен символ на стария императорски военноморски флот, както и на възстановения през 1992 г. руски военноморски флот е Андреевски кръст, посветен на покровителя на Русия – Андрей Първозвани.